# Rentabilität
Rentabilität (englisch profitability) ist der Oberbegriff für mehrere betriebswirtschaftliche Kennzahlen, die der Beurteilung des wirtschaftlichen Erfolgs eines Unternehmens dienen.

## Allgemeines
Rentabilität ist eine der bedeutendsten Kennzahlen, die meist als Prozentsatz angegeben werden. Dieser Prozentsatz soll ausdrücken, wie viel Prozent eine Bezugsgröße von einer anderen Bezugsgröße ausmacht. Rentabilität ist damit eine Verhältniszahl. In der allgemeinsten Form wird der erwirtschaftete Gewinn dem zur Erzielung des Gewinns eingesetzten Kapital gegenübergestellt:
{\displaystyle {\text{Rentabilit}}\mathrm {\ddot {a}} {\text{t}}={\frac {\text{Gewinn}}{\text{Kapital}}}}.
Die Rentabilität ist ein wichtiger Maßstab zur Erfolgsmessung, -analyse, -kontrolle und -planung. Oft wird der Begriff Rendite als Synonym für Rentabilität verstanden, wobei er sich besser als jährlicher Gesamtertrag einer Kapitalanlage beschreiben lässt und somit eher im Finanzwesen anzusiedeln ist.

## Geschichte
Für Joseph Schumpeter produzierte 1907 jeder Unternehmer „…bis zur Grenze der Rentabilität, d. h. eine solche Menge, dass ein weiterer Zusatz ihm Verlust bringen würde.“ Schumpeter meinte hier jedoch nicht die Rentabilität, sondern eine Situation, in der die Grenzkostenkurve die Grenzerlöskurve schneidet. Die Methode des Return on Investment – der Rentabilität des eingesetzten Gesamtkapitals – wurde im Jahre 1919 vom DuPont-Konzern entwickelt, der mit dem DuPont-Kennzahlensystem eine Zielhierarchie mehrerer Rentabilitätskennzahlen und deren Wechselwirkungen mit der Liquidität entwickelte. Bereits bei Heinrich Nicklisch spielte 1922 die Kapitalrentabilität die Hauptrolle. Josef Hellauer sah 1926 in der Rentabilität „das Verhältnis des Reinertrages einer Unternehmung zu dem in dieselbe eingesetzten Kapital“. In der Betriebswirtschaftslehre versteht man seit Hellauer unter Rentabilität durchweg Kapitalrentabilität.

## Rentabilitätskennziffern
In Abhängigkeit von der gewählten Bezugsgröße sind verschiedene Arten der Rentabilität zu unterscheiden.

### Eigenkapitalrentabilität
Die Eigenkapitalrentabilität (kurz: EKR, auch: Eigenkapitalrendite, Unternehmerrentabilität; englisch return on equity, abgekürzt: ROE) dokumentiert, wie sich das Eigenkapital eines Unternehmens innerhalb einer Rechnungsperiode verzinst hat. Ein Unternehmer oder Gesellschafter (Aktionär) kann anhand der Eigenkapitalrentabilität erkennen, ob seine Investition in das Unternehmen rentabel ist. Zur Berechnung setzt man den Jahresüberschuss (nach Steuern) ins Verhältnis zu dem zu Beginn der Periode zur Verfügung stehenden Eigenkapital: Kapitalanlegern kann die Eigenkapitalrentabilität in Verbindung mit weiteren Kennzahlen Hinweise auf die zukünftige Unternehmensentwicklung geben. Eine außergewöhnlich niedrige EKR weist oft auf überbewertete Aktiva hin (mit der Gefahr zukünftiger Wertberichtigungen) oder auf unrentabel gebundenes Kapital, zum Beispiel in hohen Vorratsbeständen oder nicht mehr betriebsnotwendigem Anlagevermögen. Eine außergewöhnlich hohe EKR, sofern sie nicht auf einer außergewöhnlichen Marktstellung des Unternehmens beruht, spiegelt meist eine vorübergehende Ausnahmesituation wider, zum Beispiel durch außerordentliche Erträge oder einen konjunkturzyklischen Hochpunkt. Wenn die Unternehmensgewinne mit konstanter Rentabilität reinvestiert werden können, lässt die EKR – bereinigt um außerordentliche Ergebnisse und unter Berücksichtigung der Dividendenquote – Rückschlüsse auf das zukünftige Gewinnwachstum zu.
{\displaystyle {\text{Eigenkapitalrentabilit}}\mathrm {\ddot {a}} {\text{t}}={\frac {\mathrm {Gewinn} }{\text{Eigenkapital}}}}.
Da lediglich der dauerhaft erzielbare und operative Gewinn, bereinigt um außerordentliche Effekte sowie Zins- und Steuerzahlungen, eine für die Ermittlung der Rentabilität maßgebende Größe darstellt, kann die Eigenkapitalrentabilität auch durch Gegenüberstellung mit dem EBIT ermittelt werden:
{\displaystyle {\text{Eigenkapitalrentabilit}}\mathrm {\ddot {a}} {\text{t}}={\frac {\mathrm {EBIT} }{\text{Eigenkapital}}}}.

#### Leverage-Effekt
Kommt zum Eigenkapital noch Fremdkapital hinzu und steigt dadurch der Gewinn, so steigt damit auch die Eigenkapitalrentabilität. Diesen Effekt nennt man Hebel- bzw. Leverage-Effekt. Solange die Gesamtkapitalkosten/rendite über den Fremdkapitalkosten liegen, steigt mit zunehmender Verschuldung die Rendite des Eigenkapitals an. Durch stärkeren Fremdkapitaleinsatz erhöhen sich jedoch die Zinsrisiken und die Gewinnschwelle, so dass bei Beschäftigungsschwankungen Gewinnminderungen oder gar Verluste drohen.

### Gesamtkapitalrentabilität
Die Gesamtkapitalrentabilität (kurz: GKR, auch: Gesamtkapitalrendite, Kapitalrentabilität, Kapitalrendite, Unternehmensrentabilität, Unternehmensrendite, englisch Return on Assets, RoA) gibt an, wie effizient der Kapitaleinsatz eines Investitionsvorhabens innerhalb einer Abrechnungsperiode war. Durch den Einsatz dieser Kennzahl lassen sich die Nachteile der Eigenkapitalrentabilität, und somit die des Leverage-Effektes, umgehen.
Für die Gesamtkapitalrentabilität gilt:
{\displaystyle {\text{Gesamtkapitalrentabilit}}\mathrm {\ddot {a}} {\text{t}}={\frac {{\text{Reingewinn}}+{\text{Fremdkapitalzinsen}}}{\text{Gesamtkapital}}}={\frac {{\text{Reingewinn}}+{\text{Fremdkapitalzinsen}}}{{\text{Eigenkapital}}+{\text{Fremdkapital}}}}\,}.
Das Gesamtkapital besteht aus Eigenkapital und Fremdkapital und wird auf der Passivseite der Bilanz aufgeführt. Unter Fremdkapital sind Darlehensschulden, kurzfristige Bankschulden, Verbindlichkeiten sowie Rückstellungen zu verstehen. Der Reingewinn wird mittels Gewinn- und Verlustrechnung (GuV) ermittelt. Die Fremdkapitalzinsen sind Betriebsausgaben und verringern den Reingewinn.

### Umsatzrentabilität
Die Netto-Umsatzrendite (auch: Umsatzrentabilität; englisch Return on Sales, ROS, operating profit margin) bezeichnet das Verhältnis von Gewinn zu Umsatz innerhalb einer Rechnungsperiode und ist nicht zu verwechseln mit der Bruttomarge, die das Bruttoergebnis vom Umsatz in Verhältnis zu den Umsatzerlösen setzt. Der Betrachter erkennt daraus, wie viel Prozent des Umsatzes als Gewinn verblieben ist. Beispiel: Eine Umsatzrendite von 10 % entspricht einem Gewinn von 10 Cent je Euro Umsatz. Sofern keine außerordentlichen Faktoren vorliegen, liefert die Umsatzrendite Hinweise auf die Marktstellung eines Unternehmens. Je ausgeprägter dessen Alleinstellungsmerkmale, desto größer die erzielbare Umsatzrendite. Eine schwache Umsatzrendite – im unteren einstelligen Prozentbereich – deutet meist auf einen hart umkämpften, wettbewerbsintensiven Markt hin. Der Gewinn von Unternehmen mit hoher Umsatzrendite ist weniger anfällig für Schwankungen von Wechselkursen, Zinssätzen, Rohstoffpreisen und sonstigen Aufwandspositionen.
{\displaystyle {\text{Netto-Umsatzrendite}}={\frac {\text{Gewinn}}{\text{Umsatz}}}}.
Bei einem Selbständigen ist der Gewinn abzüglich des kalkulatorischen Unternehmerlohns anzusetzen.
Varianten
Wenn die Umsatzrendite wie oben angegeben berechnet wird, sind darin die auf den Gewinn entfallenden Steuern bereits abgezogen und somit auch Schwankungen des Steuersatzes, zum Beispiel bei Steuernachzahlungen oder der Nutzung von Verlustvorträgen enthalten. Für die vergleichende Bewertung der Rentabilität verschiedener Unternehmen oder Rechnungsperioden ist daher der Gewinn vor Steuern als Basis hilfreich, die Brutto-Umsatzrendite oder Vorsteuermarge:
{\displaystyle {\text{Brutto-Umsatzrendite}}={\frac {\text{Gewinn vor Steuern}}{\text{Umsatz}}}}.
Eine noch weiter gehende Normalisierung ignoriert zusätzlich die Fremdkapitalkosten und berechnet die EBIT-Marge (EBIT: Earnings before interest and taxes, Gewinn vor Zinsen und Steuern) als Maß für die operative Rentabilität.

## Anwendbarkeit
Diese Rentabilitätskennziffern können branchenübergreifend in jeder Unternehmensart ermittelt werden. Sie dienen als Entscheidungsgrundlage, dem betriebsinternen Vergleich und dem Betriebsvergleich mit Wettbewerbern und werden für jede einzelne Branche als Kennzahlen aggregiert. Bei Kreditinstituten gibt es – wegen der gegenüber Nichtbanken völlig anderen Strukturen – als Kennzahl die Zinsspanne. Bei Versicherungen wird entsprechend der Gewinn nach Steuern der Solvabilitätsquote gegenübergestellt. In allen Unternehmensarten können innerhalb der Unternehmensziele einzelne Rentabilitätskennziffern hierarchisch eingeordnet werden.

## Abgrenzung Rentabilität, Rendite, Effektivzins
Die Begriffe Rendite, Rentabilität und Effektivzins werden wie folgt voneinander abgegrenzt:
| betriebswirtschaftliche Kennzahl | Bezugswert | Marktform                |
| -------------------------------- | --- | ------------------------ |
| Rendite                          | Finanzinstrumente: Aktien, Anleihen, Investmentzertifikate, Zertifikate Finanzprodukte: Tagesgeld, befristete Einlagen, Spareinlagen | Kapitalmarkt Bankenmarkt |
| Rentabilität                     | Unternehmensdaten: Umsatzerlöse, Eigenkapital, Fremdkapital, Gewinn                                                                  | Kreditmarkt              |
| Effektivzins                     | Finanzprodukte: Darlehen, Kredite, Kreditderivate                                                                                    | Kreditmarkt              |

Der Effektivzins nach der Anlage zu § 16 PAngV wird als einziger mit 365 Zinstagen berechnet, während die übrigen Kennzahlen auf der Grundlage von 360 Zinstagen rechnen. Die Rendite wird bei zinstragenden Finanzprodukten/Finanzinstrumenten zugrunde gelegt; dagegen bezieht sich die Rentabilität auf Unternehmensdaten und wird beim Corporate Finance und der Unternehmensfinanzierung genutzt.